# Ned Rorem
Ned Rorem (Richmond, Indiana, 1923. október 23. – New York, 2022. november 18.) amerikai zeneszerző. 

## Pályafutása
Hosszabb ideig a kimagasló avantgárd zeneszerző, Virgil Thomson titkára és másolója volt. Aaron Copland tanítványaként sajátította el a zeneszerzés tudományát a Juilliard Schoolban. 1948-ban The Lordly House című dalával elnyerte az év dala kitüntetést. Elsősorban invenciózus dalszerzőként vált ismertté. 
1949-ben Párizsba ment, ahol csatlakozott Jean Cocteau és Francis Poulenc köreihez, akiket példaképekként tartott számon. A C-dúr nyitány Gershwin-díjban részesült. 1958-ban hazatért New Yorkba, ahol tanított és dalszerzői karrierjére összpontosított. Több mint 400 dalt komponált, melyekben a zene és a szöveg tökéletes harmóniát alkotva egészíti ki egymást. 1965-ben bemutatott Miss Julie című operája hatalmas sikernek bizonyult. 1976-ban Air Music című alkotása Pulitzer-díjas lett. 
Szellemes és elegáns stílusú naplóival is felhívta magára a figyelmet, ezekben nyíltan beszél homoszexualitásáról is. 1997-ben jelentős dalciklust komponált Evidence of Things Not Seen címmel. 2006-ban a zenerajongókat Our Town című operájával kápráztatta el. Szimfóniáit utólag fedezte fel magának a zenei közvélemény.

## Operái
- Cain and Abel (1946), Libretto: Paul Goodman
- A Childhood Miracle, kamaraopera, 1952, Libretto: Elliott Stein
- The Robbers, 1956., melodráma egy jelenetben, a szövegkönyvet a zeneszerző írta Geoffrey Chaucers „The Pardoner’s Tale“ című műve alapján
- Last Day (1959), kilencperces opera férfihangra és hat hangszerre, Libretto: Jay Harrison
- Mamba’s Daughters (1959)
- The Anniversary (1961), Libretto: Jascha Kessler
- Miss Julie (1965, átdolg. 1968), egyfelvonásos opera, Libretto: Kenward Elmslie, August Strindberg darabja nyomán
- Hearing (1966, átd. 1976), Libretto: James Holmes Kenneth Koch versei alapján
- Bertha, 1968, Libretto: Kenneth Koch nyomán
- The Three Sisters Who Are Not Sisters, 1968, A szövegkönyv Gertrude Stein nyomán keletkezett
- Fables, 1970, A libretto Jean de la Fontaine verseiből áll össze Marianne Moore angol fordításában
- Our Town, 2006.

## Nevezetes dalciklusai
- Penny Arcade (1949), Harold Norse verseire
- Flight for Heaven (1950), Robert Herrick verseire
- Cycle of Holy Songs (1951), zsoltárszövegekre
- To a Young Girl (1951), William Butler Yeats verseire
- Eclogues (1953), John Fletcher verseire
- Poèmes pour la paix (1953), Jehan Regnier, Pierre de Ronsard, Olivier de Magny, Jean Durat, Jean Antoine de Baif francia nyelvű szövegeire
- King Midas (1961), kantáta Howard Moss szövegeire
- Poems of Love and Rain (1963), Donald Windham, W.H: Auden, Howard Moss, Emily Dickinson, Theodore Roethke, Jack Larson, e e cummings, Kenneth Pitchford szövegeire
- War Scenes (1969), Walt Whitman verseire
- Women’s Voices (1975), Elinor Wylie, Christina Rossetti, Anne Bradstreet, Mary Leigh – Lady Chudleigh, Mary Sidney Herbert – Countess of Pembroke, Mary Elizabeth Coleridge, Adrienne Rich, Emily Dickinson, Queen Anne Boleyn, Lola Ridge, Charlotte Mew szövegeire
- The Nantucket Songs (1979), 10 dal Theodore Roethke, William Carlos Williams, Edmund Waller, Christina Rossetti, Walter Savage Landor, John Ashbery verseire
- Evidence of Things Not Seen (1998), 36 dal Theodore Roethke, Walt Whitman, Wystan Hugh Auden, William Wordsworth, Elizabeth Barrett Browning, Paul Goodman, Edna St. Vincent Millay, Thomas Kenn, John Woolman, William Penn, Rudyard Kipling, Stephen Crane, Langston Hughes, Oscar Wilde, A. E. Housman, Jane Kenyon, Julian Green, Colette, Robert Frost, William Butler Yeats, Charles Baudelaire, Mark Doty, Paul Monette verseire

## Balettjei
- Death of the Black Knight (1948)
- Melos (1951)
- Dorian Gray (1952)
- Early Voyagers (1959)
- Ballett for Jerry (1951)
- Excursions (1965)

## Zenekari művei
- Overture for G.I.‘s (1944)
- Concertino da Camera (1946), csemballóra és hét egyéb hangszerre
- Concerto No. 1 for Piano (1948) )
- Overture in C (1949)
- Concerto No. 2 (1950) zongorára és zenekarra
- Symphony No. 1 (1950)
- Design (1953)
- Symphony No. 2 (1956)
- Sinfonia (1957)
- Symphony No. 3 (1958)
- Eagles (1958)
- Pilgrims (1958), ütősökre
- Ideas (1961)
- Lions (A Dream) (1963)
- Water Music (1966), klarinétra, hegedűre és zenekarra
- Piano Concerto in Six Movements (1969)
- Air Music (1974)
- Assembly and Fall (1975)
- Sunday Morning (1977)
- Remembering Tommy (1979)
- Violin Concerto (1984)
- Organ Concerto (1985)
- String Symphony (1985)
- Frolic (1986)
- Fantasy and Polka (1988)
- A Quaker Reader (Orch. 1988)
- Piano Concerto for Left Hand and Orchestra (1991)
- Triptych (1992)
- Concerto for English Horn and Orchestra (1993)
- Waiting (1996)
- Concerto for Violin, Violoncello and Orchestra (1998)
- Cello Concerto (2002)
- Flute Concerto (2002)
- Mallet Concerto (2004)